# Felix Hubáček
Felix Hubáček (29. srpna 1845 Chotěboř – 17. listopadu 1899 Chotěboř) byl rakouský a český sedlák a politik, na přelomu 19. a 20. století poslanec Českého zemského sněmu.

## Biografie
Působil po delší dobu jako starosta rodné Chotěboře. Byl čestným občanem města. Zastával rovněž funkci okresního starosty. Stál v čele kuratoria pro správu městského muzea a byl místopředsedou muzejního spolku založeného roku 1885.
Koncem 80. let 19. století se zapojil i do zemské politiky. Ve volbách v roce 1889 byl zvolen v kurii venkovských obcí (volební obvod Chotěboř, Habry) do Českého zemského sněmu. Politicky patřil k staročeské straně.
Zemřel v listopadu 1899, v 54. roce svého věku.